# Liste der Fließgewässer im Flusssystem Horloff
Die Liste der Fließgewässer im Flusssystem Horloff umfasst alle direkten und indirekten Zuflüsse der Horloff, soweit sie namentlich auf der Topographischen Karte 1:25 000 Hessen (DK 25) oder im Kartenservicesystem des Hessischen Landesamts für  Naturschutz, Umwelt und Geologie (HLNUG) WRRL in Hessen aufgeführt werden. Andere Quellwerke werden separat in den Einzelnachweisen dokumentiert. Namenlose Zuläufe und Abzweigungen werden nicht berücksichtigt. Wenn sich nach dem Zusammenfluss zweier Gewässerabschnitte der Gewässername ändert, werden die beiden Zuflüsse als Quellzuflüsse separat angeführt, ansonsten erscheint der Teilbereichsname in Klammern. Die Längenangaben werden auf eine Nachkommastelle gerundet. Die Fließgewässer werden jeweils flussabwärts aufgeführt. Die orografische Richtungsangabe bezieht sich auf das direkt übergeordnete Gewässer. Teilflusssysteme mit mehr als 20 Fließgewässern sind in eine eigene Liste ausgelagert (→).

## Horloff
Die Horloff ist ein 44,5 km langer rechter Zufluss der Nidda in der Wetterau.

## Zuflüsse

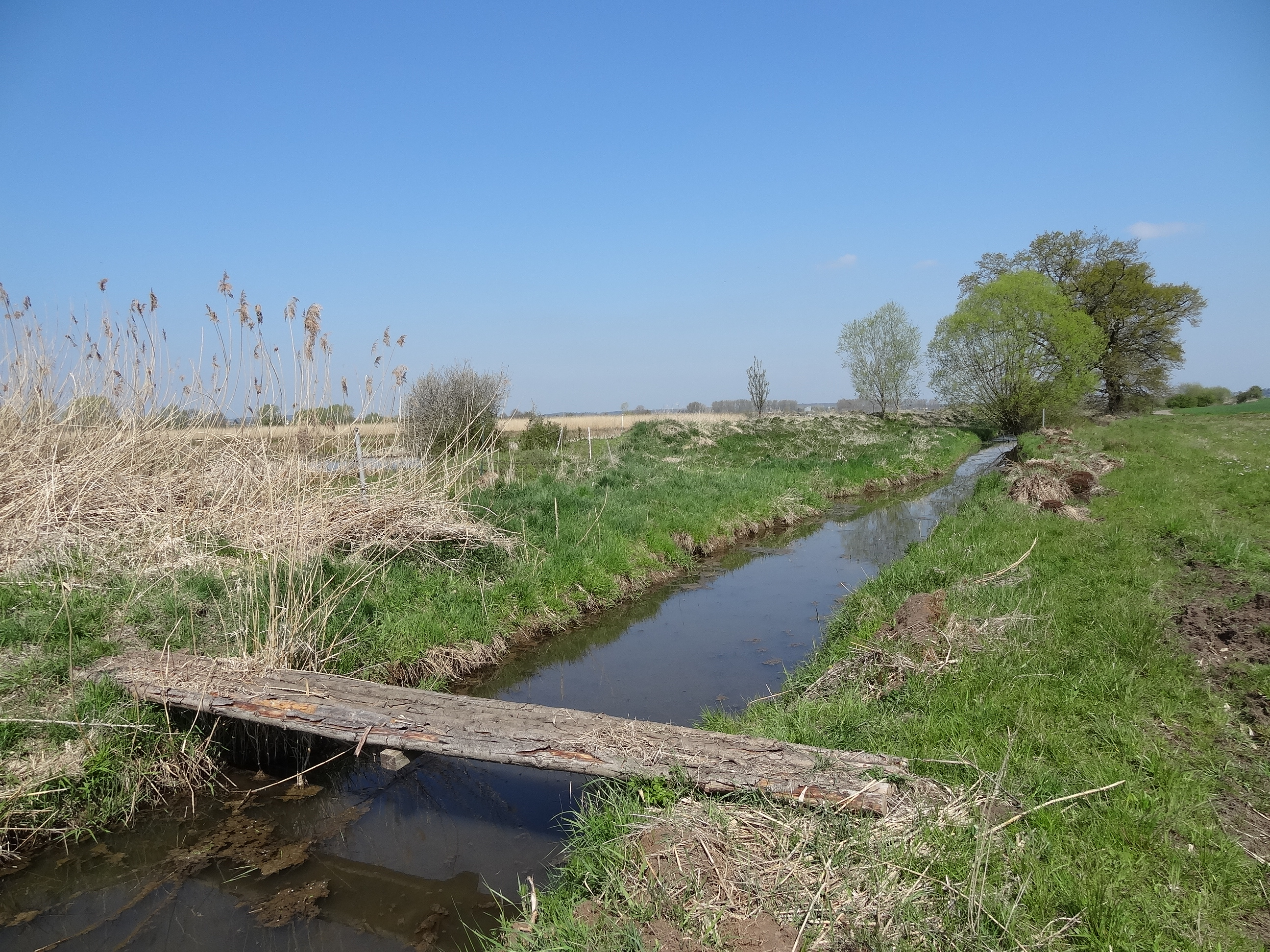
Weidgraben (3,3 km) am Naturschutzgebiet Mittlere Horloffaue (links), im Hintergrund das Naturdenkmal Eiche an der Kuhweide

Direkte und indirekte Zuflüsse der Horloff
- Höllerskopfbach (rechts), 5,1 km
- Schifferbach (links), 5,9 km
  - Einartsbach (links), 5,6 km
- Wallenberger Teichbach (rechts), 5,4 km
- Rotsgraben[1] (rechts), 1,3 km (mit Hubbach 7,4 km)
  - Hubbach (linker Quellbach), 6,1 km
  - Froschgraben (rechter Quellbach), 6,2 km
- Langder Flutgraben (Bachgraben[2], Biebergraben[3]) (links), 5,4 km
- Rodheimer Bach (links), 5,8 km
- Riedbach (Kleiner Bach[2])(rechts), 3,1 km
  - Köstgraben (rechts), 3,0 km
- Masselgraben (Massohlgraben) (links), 6,6 km
- Weidgraben (links), 3,3 km
- Waschbach (rechts), 7,0 km
  - Riedgraben von Bellersheim (links), 1,7 km
    - Riedgraben (links) 3,4 km

  - Heeggraben (links), 2,7 km
- Weidgraben (links), 8,4 km
  - Burggraben (links) 2,9 km
- Biedrichsgraben (rechts), 6,6 km
  - Tiefengraben (links), 4,1 km
- Sommerbach (Ortenberggraben) (rechts), 3,2 km (mit Weedgraben 4,0 km)
  - Weedgraben[4] (rechter Quellbach), 1,2 km
  - Wiesengraben (Sauerwiesenbach), (linker Quellbach), 2,9 km
- Brühlgraben (links), 1,1 km
- Grenzgraben (rechts), 2,8 km

## Flusssystem Nidda
- Liste der Fließgewässer im Flusssystem Nidda